# Stazione di Miyauchi-Kushido
La stazione di Miyauchi-Kushido (宮内串戸?, Miyauchi-Kushido-eki) è una stazione ferroviaria situata nella città di Hatsukaichi, nella prefettura di Hiroshima in Giappone. Si trova lungo la linea principale Sanyō della JR West.

## Linee e servizi
JR West
■ Linea principale Sanyō

## Caratteristiche
La stazione è dotata di due marciapiedi laterali con due binari in superficie in grado di accogliere treni a 8 casse. La stazione supporta la bigliettazione elettronica ICOCA ed è dotata di tornelli di accesso.
| 1 | ■ Linea principale Sanyō | per Miyajimaguchi, Iwakuni e Tokuyama |
| 2 | ■ Linea principale Sanyō | per Hiroshima e Mihara                |

## Stazioni adiacenti
| «                      | Servizio               | »                      |
| Linea principale Sanyō | Linea principale Sanyō | Linea principale Sanyō |
| ---------------------- | ---------------------- | ---------------------- |
| Hatsukaichi            | Locale                 | Ajina                  |
| Itsukaichi←            | Rapido Tsūkin Liner    | ←Miyajimaguchi         |